# Coupe des clubs champions africains 1970
Navigation
Édition précédente Édition suivante
La Coupe des clubs champions africains 1970 est la sixième édition de la Coupe des clubs champions africains. Le club vainqueur de la compétition est désigné champion d'Afrique des clubs 1970. Vingt-trois formations sont engagées dans la compétition. 
C'est le club ghanéen d'Asante Kotoko qui remporte cette édition après avoir battu le TP Engelbert en finale. Il s'agit du premier titre continental du football ghanéen et de la quatrième finale consécutive pour le TP Engelbert.

## Premier tour
| Équipe 1               | Résultat | Équipe 2           | Aller | Retour |
| ---------------------- | -------- | ------------------ | ----- | ------ |
| AS Real Bamako         | 5 - 2    | AS Fonctionnaires  | 3 - 0 | 2 - 2  |
| Aigle Royal Libreville | 5 - 5t   | CARA Brazzaville   | 0 - 3 | 5 - 2  |
| forfait CR Belcourt    | -        | ASC Jeanne d'Arc   | 5 - 3 | -      |
| Lavori Publici         | 3 - 4    | Prisons FC Kampala | 2 - 1 | 2 - 4  |
| Secteur 6              | 2 - 3    | Union Douala       | 0 - 2 | 2 - 1  |
| Stationery Stores      | 6 - 3    | Forces Armées      | 3 - 1 | 3 - 2  |
| Young Africans         | 6 - 4    | US Fonctionnaires  | 4 - 0 | 2 - 4  |

## Deuxième tour
| Équipe 1                  | Résultat | Équipe 2          | Aller | Retour |
| ------------------------- | -------- | ----------------- | ----- | ------ |
| AS Real Bamako            | 4 - 9    | Stade d'Abidjan   | 2 - 3 | 2 - 6  |
| TP Engelbert              | 5 - 2    | CARA Brazzaville  | 3 - 0 | 2 - 2  |
| AS Kaloum Star            | 4 - 3    | ASC Jeanne d'Arc  | 3 - 1 | 1 - 2  |
| 'Ismaily SCT'             | 1 - 0    | Al Hilal Omdurman | 1 - 0 | 0 - 0  |
| Nakuru All Stars          | 2 - 3    | Young Africans    | 1 - 0 | 1 - 3  |
| Prisons FC Kampala        | 4t - 4   | Tele SC Asmara    | 3 - 2 | 1 - 2  |
| Union Douala              | 1 - 1t   | Modèle Lomé       | 0 - 0 | 1 - 1  |
| Forfait Stationery Stores | -        | Asante Kotoko     | 3 - 2 | -      |

## Quarts de finale
| Équipe 1        | Résultat | Équipe 2           | Aller | Retour |
| --------------- | -------- | ------------------ | ----- | ------ |
| Stade d'Abidjan | 4 - 5    | AS Kaloum Star     | 1 - 1 | 3 - 4  |
| Modèle Lomé     | 1 - 3    | TP Engelbert       | 0 - 0 | 1 - 3  |
| 'Ismaily SCT'   | 6 - 2    | Prisons FC Kampala | 4 - 1 | 2 - 1  |
| Young Africans  | 1 - 3    | Asante Kotoko      | 1 - 1 | 0 - 2  |

## Demi-finales
| Équipe 1       | Résultat | Équipe 2      | Aller | Retour |
| -------------- | -------- | ------------- | ----- | ------ |
| AS Kaloum Star | 2 - 5    | TP Engelbert  | 1 - 2 | 1 - 3  |
| Ismaily SCT    | 0 - 2    | Asante Kotoko | 0 - 0 | 0 - 2  |

## Finales
| 10 janvier 1971 | Asante Kotoko                                             | 1 - 1 | TP Engelbert | Kumasi Sports Stadium, Kumasi |  |
|                 | Abukary                                                   |       | Kalonzo      |                               |  |
|                 | Afrique Asie N°153 Du 23 janvier Au 4 février 1978 page36 |       |              |                               |  |

| 24 janvier 1971 | TP Engelbert                                                  | 1 - 2 | Asante Kotoko         | Stade du 20 mai, Kinshasa                                     |                                                               |
|                 | Tshinabu 21                                                   |       | Abukary 11 , Malik 78 | Spectateurs : 70 000 spectateurs Arbitrage : N'gom ( Sénégal) | Spectateurs : 70 000 spectateurs Arbitrage : N'gom ( Sénégal) |
|                 | Afrique Asie N° 153 du 23 janvier au 4 février 1978 page 36 . |       |                       | Spectateurs : 70 000 spectateurs Arbitrage : N'gom ( Sénégal) | Spectateurs : 70 000 spectateurs Arbitrage : N'gom ( Sénégal) |

| Coupe des clubs champions africains Vainqueur 1970 |
| -------------------------------------------------- |
| Asante Kotoko Premier titre                        |